# Antoni Herkulan Wróbel
Antoni Herkulan Wróbel (ur. 8 marca 1934 w Wierzchowiskach, zm. 27 grudnia 2023 w Argentynie) – zakonnik, misjonarz, opiekun ubogich w Argentynie, działacz Polonii argentyńskiej i jej historyk.

## Życiorys
Syna Jana i Zofia, jego rodzice posiadali gospodarstwo rolne. W wieku 15 lat zaczął uczęszczać do niższego seminarium duchownego ojców franciszkanów we Wrocławiu, następnie wstąpił do nowicjatu ojców bernardynów w Leżajsku. Śluby zakonne złożył 31 sierpnia 1952 r., przyjął też imię zakonne Herkulan.
Studiował w seminarium duchownym w Kalwarii Zebrzydowskiej. 26 czerwca 1960 z rąk biskupa pomocniczego krakowskiego Karola Wojtyły przyjął święcenia kapłańskie. W 1964 r. ukończył studia historyczne na Katolickim Uniwersytecie Lubelskim. Z uwagi jednak na poświęcenie się pracy misyjnej nie uzyskał dyplomu.
Zdecydował się na pracę misyjną w Argentynaie, gdzie przyjechał z końcem 1966 r. Został powitany przez przedstawicieli tamtejszej Polskiej Misji Katolickiej, co ułatwiło i przyspieszyło proces jego aklimatyzacji. Poza pracą dla Polonii pomagał również w posłudze miejscowemu duchowieństwu, jak i w opiece nad rdzennym mieszkańcami Argentyny, co pozwoliło mu w krótkim czasie opanować język hiszpański.
Pracował między innymi w Rosario, gdzie uczył polskie dzieci i młodzież oraz pomagał w slumsach ubogim. W swojej pracy dbał o kultywowanie rodzimych tradycji, w tym czczenie świąt narodowych. Angażował się w działania na rzecz budowy świątyń, m.in. przysłużył się do powstania w miejscowości San José kościoła pod wezwaniem św. Maksymiliana Kolbego. Przyczynił się również do rozbudowy Domu Spokojnej Starości w Martin Coronado, od 1983 r. był przełożonym klasztoru w tej miejscowości.
Tytuł magistra uzyskał w 1994 r. na Katolickim Uniwersytecie Lubelskim, a w 1999 r. na Papieskim Wydziale Teologicznym we Wrocławiu obronił pracę doktorską dotyczącą historii polskiego duszpasterstwa w Argentynie. W latach 1996–2006 pełnił funkcję rektora Polskiej Misji Katolickiej w Argentynie. Dzięki jego staraniom doszło do zorganizowania cyklicznych zjazdów polskiego duchowieństwa. Prowadził również badania nad historią osadnictwa polskiego w Argentynie, temu tematowi poświęcił 300 różnych publikacji. 
Za zasługi w krzewieniu polskości ojciec Herkulan Wróbel dwukrotnie otrzymał Order Odrodzenia Polski. W 2017 Antoni od Instytutu Pamięci Narodowej otrzymał Nagrodę Kustosz Pamięci Narodowej.
Został odznaczony Krzyżem Oficerskim (1997) i Komandorskim (2002) Orderu Odrodzenia Polski.